# Быстрореченский (Мартыновский район)
Быстроре́ченский — посёлок в Мартыновском районе Ростовской области.
Входит в состав Мартыновского сельского поселения.

## История
В 1987 году указом Президиума Верховного Совета РСФСР Посёлку кирпичного завода присвоено наименование Быстрореченский.

## Население
| 2010 |
| ---- |
| 93   |

## Улицы
- ул. Кирпичная,
- ул. Речная,
- ул. Строительная.